# Reynold Higgins
Reynold Alleyne Higgins (* 26. November 1916 in Weybridge (Surrey); † 18. April 1993 in Dunsfold (Surrey)) war ein britischer Klassischer Archäologe.
Er war von 1947 bis 1977 an der Abteilung für griechische und römische Altertümer im Britischen Museum tätig. 1972 wurde er zum Mitglied (Fellow) der British Academy gewählt.

## Werke (Auswahl)
Higgins verfasste zahlreiche Beiträge und Aufsätze in Fachzeitschriften. Einige seiner Bücher zählen zu den Standardwerken der Archäologie:
- Greek terracotta figures. London, British Museum 1969, ISBN 0-7141-1215-1
- The Greek Bronze Age. London, British Museum 1970, ISBN 0-7141-1233-X
- Jewellery from classical lands . London, British Museum 1976, ISBN 0-7141-1216-X
- The Aegina treasure: an archaeological mystery. London, British Museum 1979, ISBN 0-7141-8006-8
- Minoan and Mycenaen Art.  New rev. ed., London, Thames & Hudson 1997, ISBN 0-500-20303-2